# Родогуна (пьеса)
«Родогуна» (фр. Rodogune) — трагедия в стихах французского драматурга Пьера Корнеля, впервые поставленная на сцене в 1644 году и опубликованная в 1647 году. Её относят ко «второй манере». Предисловием к авторскому тексту служит фрагмент «Сирийских дел» из Аппиана Александрийского.
Действие пьесы происходит на эллинистическом Востоке в середине II века до н. э. Центральный персонаж здесь — парфянская царевна Родогуна, жена Селевкида Деметрия II Никатора. Согласно Аппиану, предыдущая жена Деметрия Клеопатра Тея из ревности убила и мужа, и старшего сына, но Корнель изменил сюжет: в его изображении Родогуна — невеста Деметрия, в которую влюблены оба сына Клеопатры, и двумя соперницами движут не любовь и ревность, а жажда власти.
Литературоведы констатируют, что в «Родогуне» впервые обозначился поворот Корнеля «от высокой простоты» к усложнённым сюжетным интригам и от римской темы к восточной.